# 名鉄EL120形電気機関車
名鉄EL120形電気機関車（めいてつEL120がたでんききかんしゃ）は、名古屋鉄道（名鉄）が所有する直流電気機関車である。

## 概要
保線などの作業などに使用されていた旧型電気機関車の置き換え用として製造された機関車で、名鉄としては72年ぶりに新製された電気機関車でもある。製造は東芝が受注したが、これは東芝にとっては約45年ぶりとなる私鉄向け電気機関車の製造となった。また大手私鉄の電気機関車としては2010年に引退した西武鉄道のE31形機関車以来、約28年ぶりの新製投入となった。さまざまな箇所が電車と同様の構造になっており、運転取り扱いも電車と共通となった。
形式称号は、名鉄の創業120周年にちなんだものである。

### 導入の経緯
名鉄では、1984年2月1日の貨物営業廃止後も、線路保線作業用の業務用列車などに運用するために電気機関車を保有・運用していた。こうした業務用列車は、他の大手私鉄では車籍を持たない保線用モーターカーおよび牽引車の使用へ移行する傾向があったが、名鉄においては電気機関車の使用を継続しており、2015年初頭においても6両の電気機関車が運用されていた。しかし、名鉄が保有するこれらの旧型電気機関車は最新の車両でもすでに製造から70年を超え、老朽化が問題となっていた。
また、旧型電気機関車は通常でも最高速度が45km/hと遅く、たとえ必要があってもダイヤに支障をきたすため日中時間帯に運行するわけにはいかず、早朝・深夜の時間帯にしか運用できなかった。このため、豊明・新川・犬山の各検車区に分散配置を行うことを余儀なくされていた。その上、電気機関車の運転操作は電車とは大きく異なるため、名鉄では運転士の中から必要最小限を選抜し電気機関車の乗務員訓練を行っていたが、これでは突発的に電気機関車を運行する必要が生じても、要員の手当てがつかない可能性があった。
こうした事情から、名鉄では旧型電気機関車の置き換えを検討した。大手私鉄他社のような保守用モーターカーへの移行は、保守用車両の耐用年数が通常の車両より短いことから、動力車に機関車を用いた上で大事に使用するほうが経済性が高いと考えた。また、保線用車両と異なり、機関車であれば非常時の電車牽引や甲種車両輸送にも使用が可能であると判断された。そこで、旧型電気機関車が有する問題点を解決した、新しい電気機関車を導入することになった。

## 車両概説

### 車体
全長12,000mm・車体幅は2,600mmの普通鋼製車体である。
車体は両端に運転室・中央に機械室を配置しており、運転室と機械室の間には豊橋側の運転室では2箇所・岐阜側の運転室では1箇所の扉を設けている。運転室の気密性や静粛性を考慮し、扉は二重構造となっている。機械室の側面には採光用の側窓と点検用の開口部を設けたほか、屋根部分は4分割として、集電装置や避雷器を載せた状態のままで取り外しが可能な構造としている。また、車体の小型化のために電車などで使用されている床下つり構造を応用し、制御装置などは電車の床下設置向けの規格として、機器室内の取付枠に吊り下げて取り付けられている。
前面は運転室からの広い視野を確保するため曲面ガラスを使用している。さらに、前面窓には曇り止めのための熱線ヒータが備えられている。前照灯・標識灯を前面窓下の腰部に、作業時に使用する補助灯を前面上部に配置した。いずれも発光ダイオード (LED) を使用している。
全体的に日本貨物鉄道（JR貨物）の機関車に類似したスタイルである。特に外観はJR貨物EH800形電気機関車とかなり似ている。これはEL120形が事業用車両であることから、デザインや造形に関するコスト増大を回避すべく、メーカー提案のデザインに「名鉄らしさ」を付加するという考え方によるものである。車体色はスカーレットで、ステンレスの飾り帯を配した。正面には形式名である「EL120」のプレートをゴシック体で設置し、側面にはローマン体で車両番号を表記した。

### 運転室
運転台には、主幹制御器とブレーキ設定器を一体化した右手操作型ワンハンドル式が採用された。計器盤には定速スイッチと各種表示灯を上段に、圧力計・速度計・電圧計・電流計・ノッチ表示器・知らせ灯を下段に配置した。定速スイッチとは保線作業時に使用するもので、5km/hという低い速度で定速運転が可能である。また、旅客車両と同様に列車在線位置システム・列車無線・運転台相互間の連絡のためのインターホンを装備している。このほか、運転席側の側窓上部には電気機関車のみでの運転時と貨車牽引時の力行性能切り替えのための「性能切換スイッチ」が配置された。
運転室には運転席のほか、折りたたみ式の助士席と補助席が備えられ、最大3名が着座できる。運転席の位置は運転席からの前方視界を良好なものとするため350mm高くしているほか、着座したままで側面窓から後方確認が出来るように、左右に首振りが可能な構造とした。

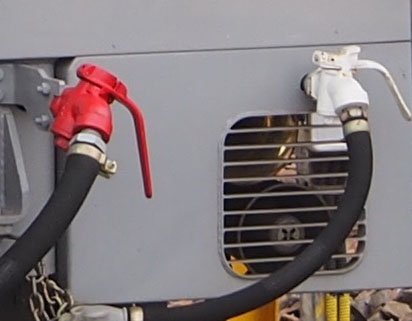
ミュージックホーンのスピーカーのクローズアップ（2016年9月21日 / 豊明駅）

警笛には空気笛はAW-5形を搭載したほか、7000系パノラマカー以来馴染み深いものとされているミュージックホーンを搭載したミュージックホーンの搭載は「名鉄らしさ」を付加するという考え方によるもので、保線作業中には使用せず、駅ホーム通過時やイベント時に使用することが考えられている。

## 主要機器

### 制御装置
車両制御装置は走行用のVVVFインバータ2群と補助電源用のCVCFインバータ1群が一体となった東芝製3レベル方式のIGBT素子（1,700V - 1,200A）によるインバータ装置を搭載している。走行用のVVVFインバータは、1基で主電動機2台を制御する (1C2M) ユニットを1群とし、1台の車両制御装置の中に2群の機器を収めた。トルク制御にはベクトル制御方式を採用しており、回生ブレーキは停止寸前まで機能する純電気ブレーキ制御を有する。補助電源装置は三相交流220V・50kVAの能力を有するCVCFインバータ1群を車両制御装置内に搭載する。冗長性を確保するために300系以降の名鉄の旅客車両と同様の手法がとられており、補助電源装置が故障した際にはVVVFインバータ制御のうち1群をCVCFに切り替え可能とし、非常時には2台の主電動機だけで走行可能とした。これらの装置は機械室の中央に設置された。

### 主電動機
主電動機は東芝製の全密閉式かご形三相誘導電動機である出力190 kWのSEA-435形を採用した。駆動装置はWNドライブが採用されたが、歯車箱の材質は瀬戸線用の4000系と同様に球状黒鉛鋳鉄製とすることで騒音低減を図った。歯数比は低速域でのトルクを重視し98:15 = 6.53に設定した。冷却は、回転子の両端に装備した冷却仕切り円盤により主電動機内外の熱交換を行っている。

### 制動装置
制動装置（ブレーキ）は、回生ブレーキ併用全電気指令式空気ブレーキ (MBSA) とした。機関車のブレーキのみ電空演算を行い、貨車のブレーキは空気ブレーキとする方式で、EL120形同士では総括制御を可能とした。また、貨車との連結の際にはブレーキ受信装置とブレーキ作用装置内の圧力検出器によって、貨車の制動圧力を制御する方式となっている。ブレーキ作用装置は床下に設けられた。

### 台車

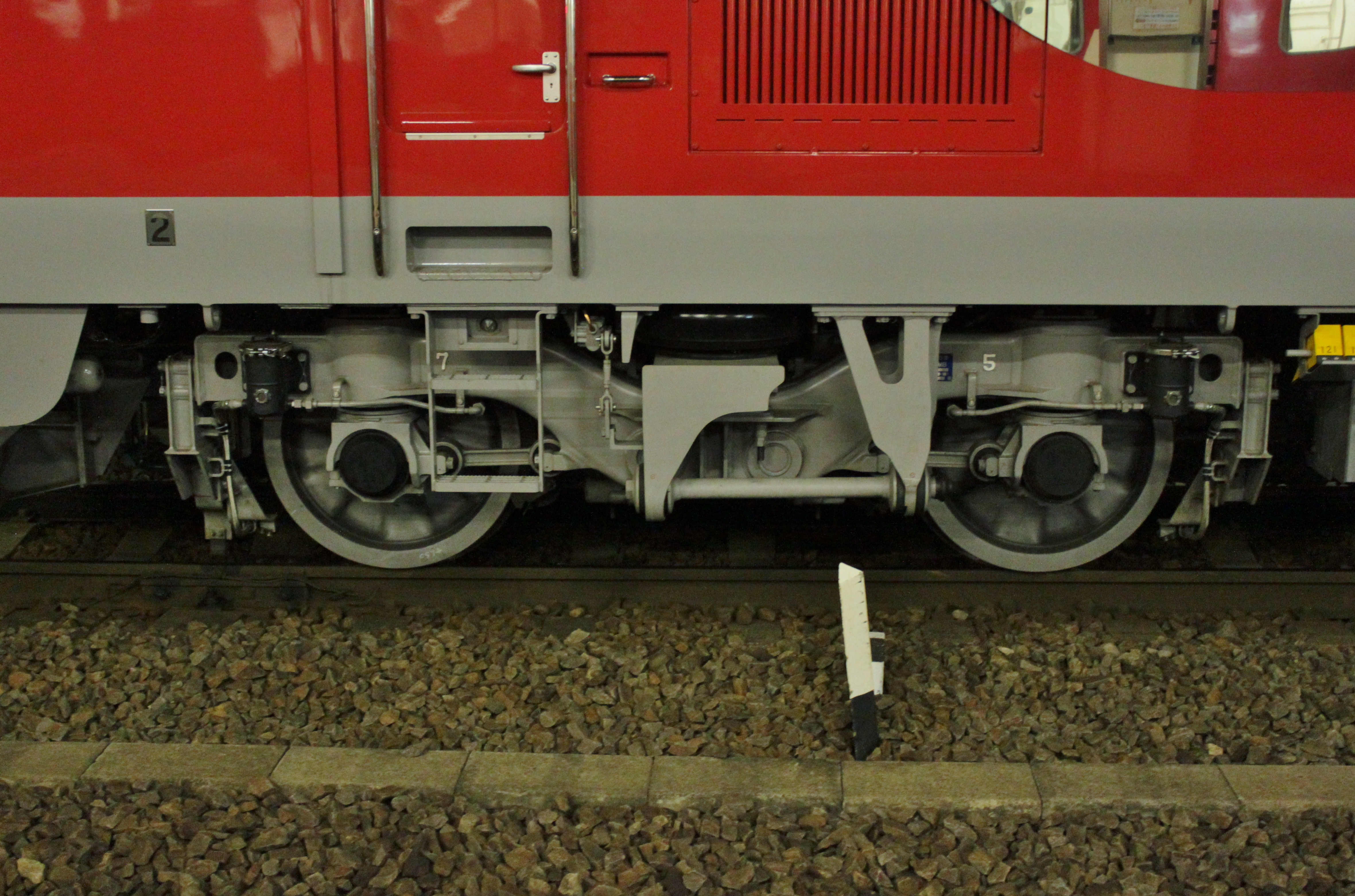
新日鐵住金FS571MB形台車

台車は新日鐵住金のモノリンク式軸箱方式の空気ばね台車FS571MB形を採用した。この台車は瀬戸線用に増備された3300系3306編成や4000系に使用されているFS571系台車の派生形で、運転士昇降用のステップとの干渉を避けるためにボルスタアンカーを線対称の配置とした。車輪径は860mmと電車並みで、これまでの名鉄の電気機関車と比較すると、EL120形は高さがやや低く見える。
なお、名鉄ではEL120形の登場にあわせ、既存の貨車にも制御線の引き通し栓を増設する改造を行っており、2両の機関車の間に貨車を連結した状態でも、前位側の電気機関車の運転台から後位側の機関車を総括制御することが可能となる。

### その他
集電装置（パンタグラフ）は名鉄の旅客車両で採用実績のあるシングルアーム式を採用した 。又、パンタグラフは1基で、全ての電力をまかなっている。 その為、他の車両よりもパンタグラフの集電電流が高くなっている。 電動空気圧縮機 (CP) については、4000系で採用実績のある低騒音スクロール式のMBU1100T-3形（吐出量1,067L/min）を床下に設置した。
冷房装置については、冷凍能力4,000kcal/h (4.7kW) のRPU-2015形を採用、各運転台の屋根上に1台ずつ搭載した。暖房装置は電気ヒーターを使用し、運転席足元に200Wのヒーターを2台、助士席側足元に700Wのヒーターを1台設置した。運転室内に設けられた切り替えスイッチで、冷暖房を切り替えることができる。
蓄電池は、出力電圧DC 100V、容量30 Ahの焼結型アルカリ蓄電池を搭載していて、駆動・ブレーキ制御回路に電源を供給する。
連結器は自動連結器を使用し、前面下部には電気連結栓を設けた。

## 沿革
2015年にEL121・122の2両が製造され、同年2月15日に舞木検査場において報道陣向けに公開が行われた。この時にはミュージックホーンを鳴らしながら出庫するという演出が行われたほか、折りしも引き通し線増設改造を受けるチキ10形貨車を牽引してきたデキ603・604が舞木検査場に滞在しており、デキ603・604も東芝製の電気機関車であることから、EL120形と並べて停車するという演出も行われた。
EL120形は豊明検車支区に配備され、走行試験・性能確認試験や乗務員教習を行った上で、2015年5月から本格稼動を実施している。EL120形の導入によって、貨車はこれまで通り分散配置としながら、機関車については必要に応じて高速で移動した上で、貨車と連結して作業を行う運用が可能となる。これに伴い、旧型電気機関車6両をEL120形2両で代替することが可能となったため、旧型電気機関車は2015年度より順次廃車された。
東芝では、このEL120形のような40tから50t程度の新型電気機関車を、国内の鉄道事業者向けに新しいラインナップとして展開していく意向である。

## 運用
2015年1月に東芝府中事業所より甲種輸送され、各種試運転された後、2015年5月より本格的に運用を開始した。
運用開始後は工事列車、名古屋市交通局N3000形電車の輸送、廃車車両の名電築港駅への輸送などに使用されている。
基本的に重連またはプッシュプルで運用されることが多いが、試運転の時などに単機で本線を走行することがある。

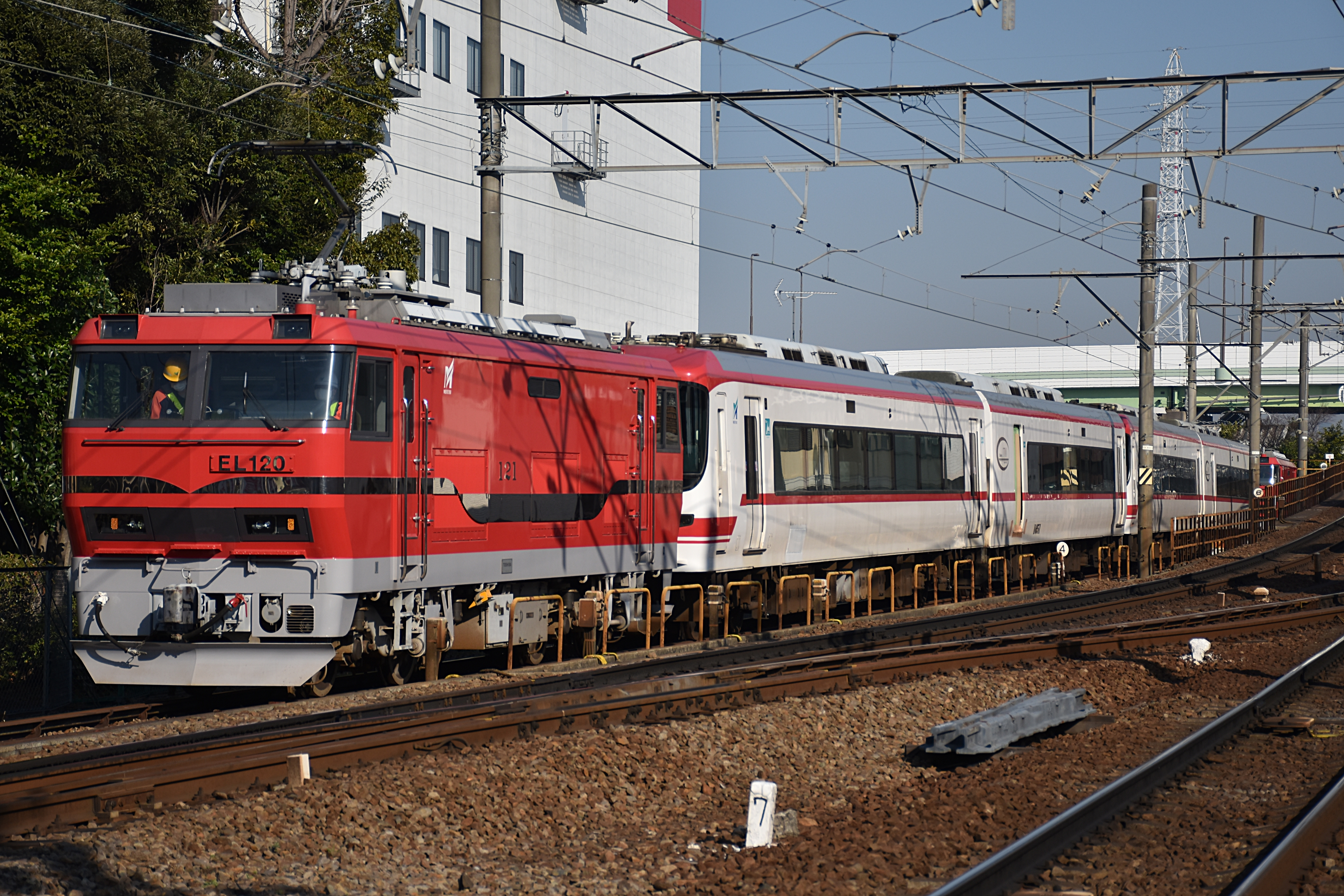
1700系の廃車回送に用いられるEL120
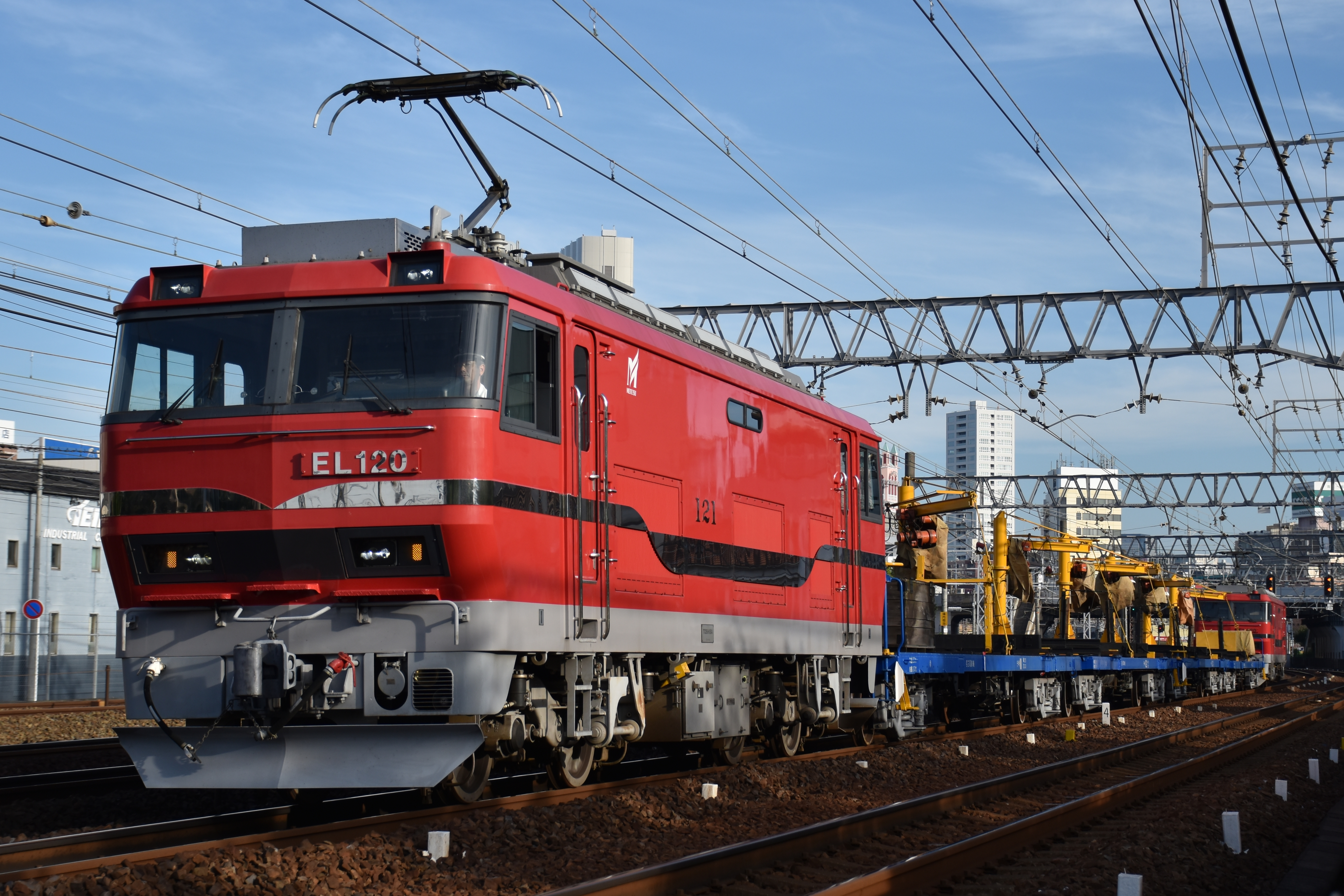
工事列車・チキ10を牽引するEL120